# Chlemoutsi

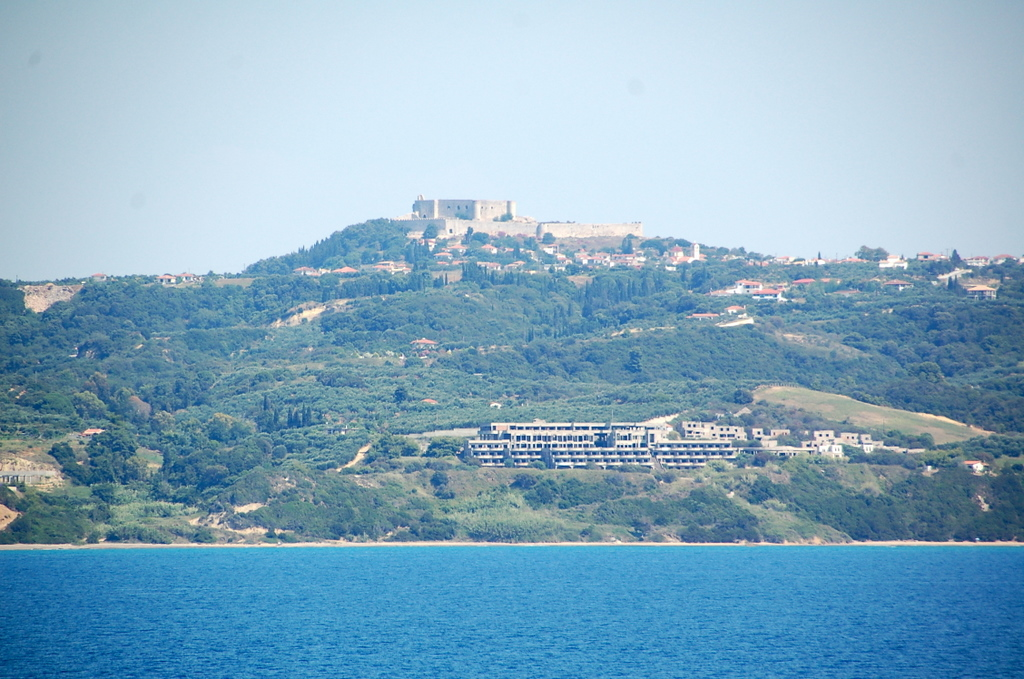
Chlemoutsi - Ionion

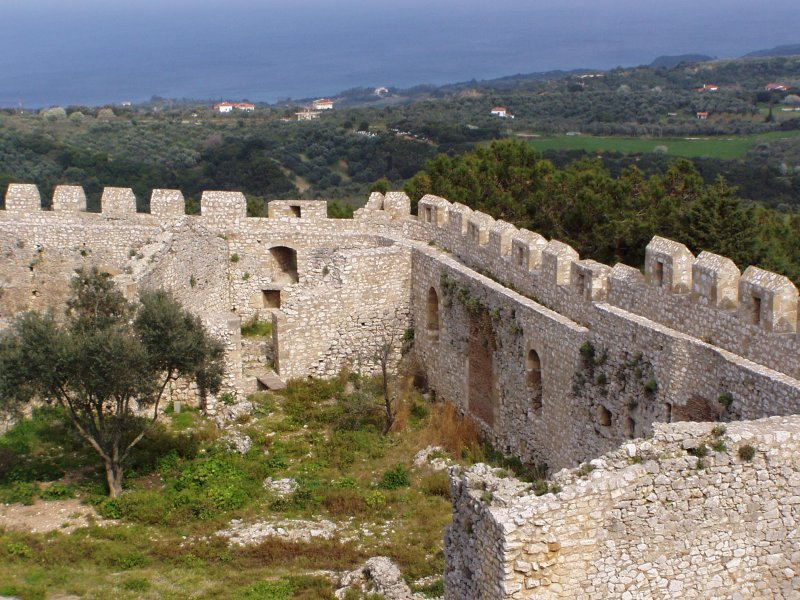
Chlemoutsi

Chlemoutsi of Chloumoutsi (Grieks: Χλεμούτσι of Χλουμούτσι) is de naam van een middeleeuwse burcht in Griekenland, gelegen in de deelgemeente (dimotiki enotita) Kastro-Kyllini van de fusiegemeente (dimos) Andravida-Kyllini, in de Griekse bestuurlijke regio (periferia) West-Griekenland.
De moderne benaming is een verbastering van Clermont of Clair-mont, de naam van de burcht die Geoffroi II de Villehardouin tussen 1212 en 1223 liet bouwen ter verdediging van de haven van Clarence en van Andrèville, de hoofdstad van het vorstendom, een tiental kilometer daarvandaan. Hier resideerden Geoffroi II en Guillaume (II) de Villehardouin. Aan het eind van de 13e eeuw kwam de vesting in handen van het Napolitaanse koningshuis van Anjou: dezen hielden er Margaretha van Villehardouin gevangen, de jongste dochter en laatste erfgename van Guillaume (II). Zij overleed hier in 1315. Vervolgens kwam het kasteel Chlemoutsi in handen van de Venetianen: zij herdoopten het in Castel Tornese, waarschijnlijk naar de gouden tournois die hier in de Middeleeuwen werden geslagen, gouden munten met op de keerzijde een afbeelding van Sint-Martinus van Tours.
In 1427 veranderde Clermont opnieuw van eigenaar: nu waren het de Paleologen, despoten van Mystras, die de controle overnamen. Een plaquette bij de ingang van de burcht vermeldt dat Constantijn XI Palaeologus, de laatste keizer van Byzantium, hier vijf jaar heeft verbleven, van 1428 tot 1432, toen hij stadhouder van Elis was. Na de val van Constantinopel namen de Turken in 1460 Clemoutsi in, brachten de nodige verbouwingen aan met het oog op een efficiënter gebruik van artillerie, maar lieten de burcht later over aan het verval, totdat de nieuwe eigenaar Ibrahim Pasja ze in 1825 liet opblazen.

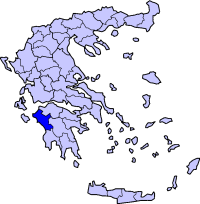
Chlemoutsi, in Peloponnesos, in de nomos Ilia
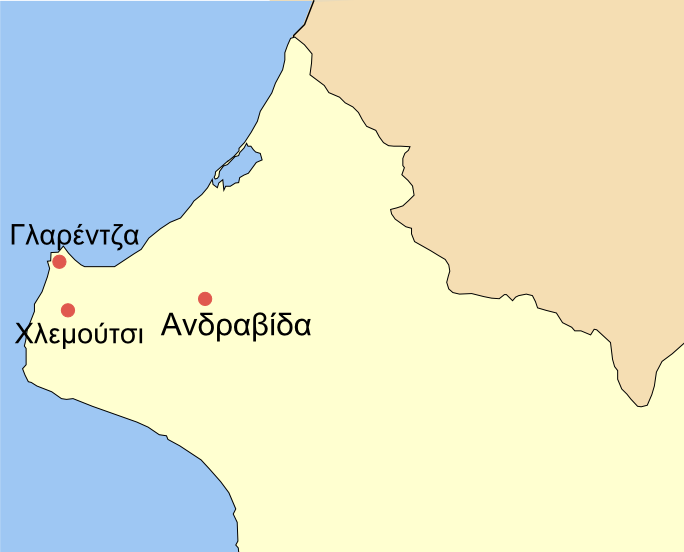
Γλαρέντζα = Clarence (stad) (Cyllene), Χλεμούτσι = Chemoutsi (Kastro-Kyllini), Ανδραβίδα = Andrèville
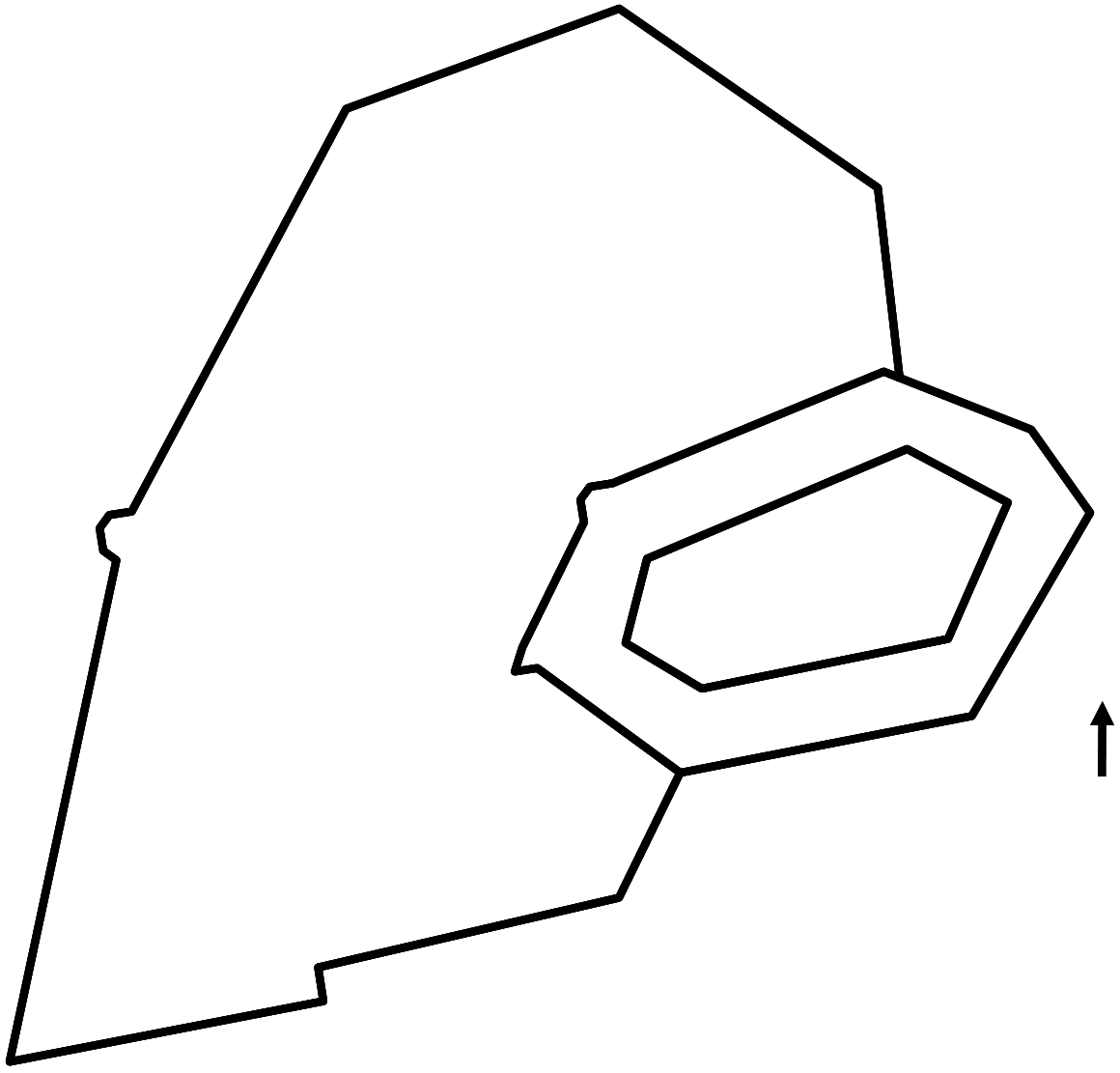
Chemoutsi plan